# Australheidegewächse
Die Australheidegewächse (Styphelioideae) sind eine Unterfamilie der Pflanzenfamilie Heidekrautgewächse (Ericaceae), die früher als eigene Familie Epacridaceae geführt wurden.

## Beschreibung

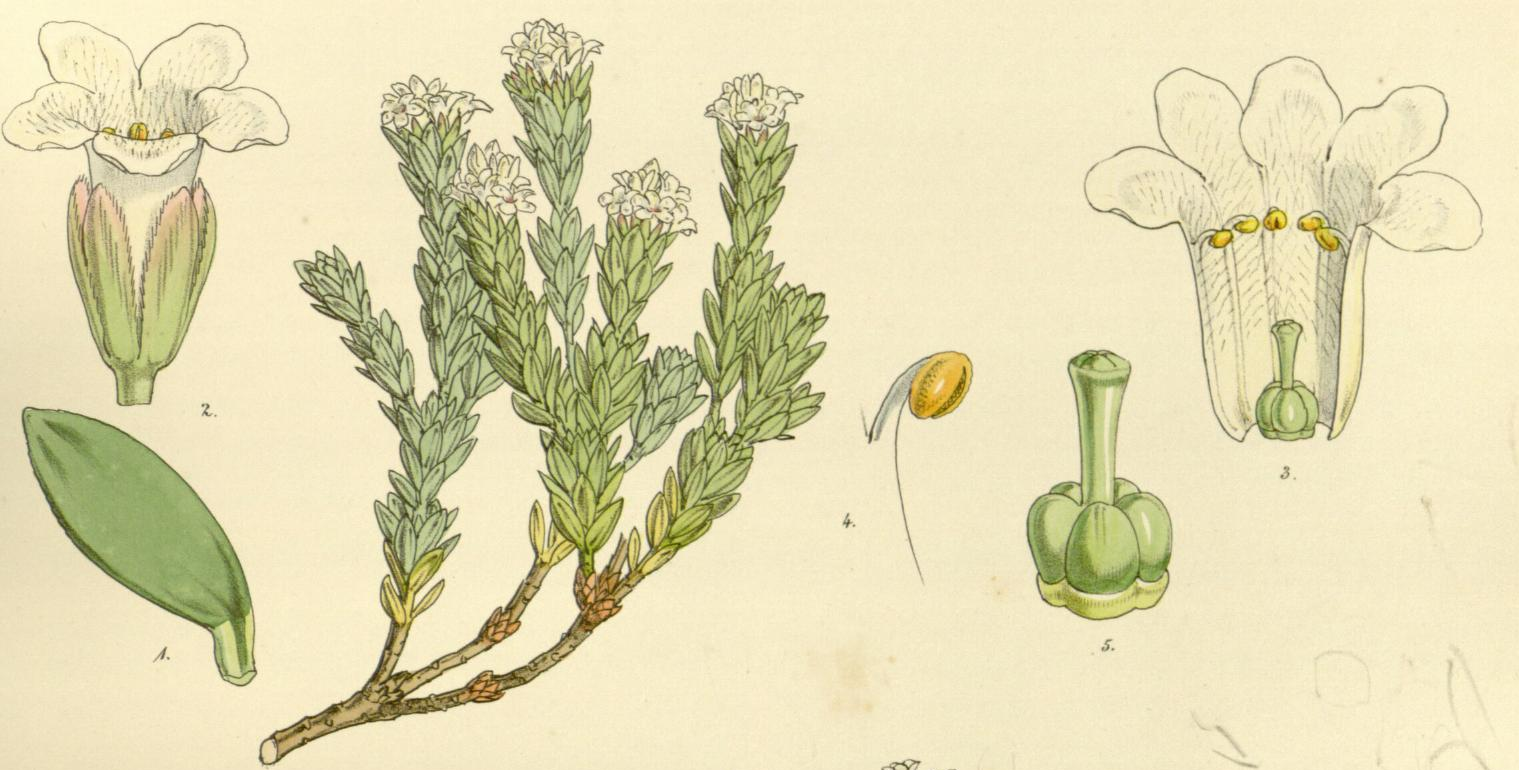
Illustration von Archeria serpyllifolia

### Vegetative Merkmale
Die Styphelioideae sind verholzende Pflanzen und wachsen meist als Sträucher, selten als kleine Bäume. Die wechselständig an den Zweigen stehenden Blätter sind xeromorph: klein, hart und scharf spitzig. Die Epidermis ist verholzt.

### Generative Merkmale
Die Blüten stehen in Blütenständen zusammen oder einzeln in den Blattachseln. Unter den Blüten befinden sich oft Trag- und/oder Deckblätter.
Die meist zwittrigen Blüten sind radiärsymmetrisch und selten vier-, meist fünfzählig mit doppelter Blütenhülle. Die Farbe der Krone ist weiß, cremefarben, rot, rosafarben oder grün, selten bläulich. Die Kronblätter sind röhren-, glocken- oder urnenförmig verwachsen. Es ist nur ein Kreis mit meist vier oder fünf untereinander freien, fertilen Staubblättern vorhanden. Der Fruchtknoten ist oberständig und von einem Diskus oder von Nektardrüsen umgeben.
Die Früchte sind Kapselfrüchte oder Steinfrüchte, in letzterem Falle oft weiß oder leuchtend gefärbt. Der Kelch bleibt bis zur Fruchtreife erhalten.

## Verbreitung
Der Schwerpunkt der Verbreitung liegt in Australien, nur wenige Gattungen kommen in Malesien, Neuseeland und Südamerika vor. Meist besiedeln sie trockene bis feuchte Heiden auf nährstoffarmen, sandigen Böden. Wenige Arten kommen auch in Wäldern oder in tropischen Bergwäldern vor.

## Systematik
Der akzeptierte Name dieser Unterfamilie ist Epacridoideae Link, 1829 veröffentlicht in Link: Handbuch, 1, Seite 601. Typusgattung ist Epacris Cav.
Nur noch ein Synonym ist Styphelioideae Sweet (Fl. Australas., 1828, ad t. 47).
Epacridoideae ist der konservierte wissenschaftliche Name dieser Unterfamilie. Dies erfolgte im Artikel 19.5 des Melbourne Code (Reveal 2012): da auch Epacridaceae R.Br. nom. cons., Prodr.: 535, 27, 1810 über Stypheliaceae Horan., Prim. Lin. Syst. Nat.: 72, 1834 konserviert ist.
Es gibt 35 bis 39 Gattungen mit über 500 Arten, davon 230 Arten in der Gattung Leucopogon.
Es gibt 35 bis 39 Gattungen:
- Acrotriche R.Br.[2]
- Andersonia R.Br.[2]
- Androstoma Hook. f.[2]
- Archeria Hook. f.[2]
- Ardisia Gaertn.[2]
- Astroloma R.Br.[2]
- Brachyloma Sond.[2]
- Budawangia I.Telford[2]
- Choristemon H.B.Will.[2]
- Coleanthera Stschegl.[2]
- Conostephium Benth.[2]
- Cosmelia R.Br.[2]
- Croninia J.M.Powell[2]
- Cyathodes Labill.[2]
- Cyathopsis Brongn. & Gris[2]
- Decaspora R.Br.[2]
- Decatoca F.Muell.[2]
- Dracophyllum Labill.[2]
- Epacris Cav.[2]
- Lebetanthus Endl.[2]
- Leptecophylla C.M.Weiller[2]
- Leucopogon R.Br.[2]
- Lissanthe R.Br.[2]
- Lysinema R.Br.[2]
- Melichrus R.Br.[2]
- Monotoca R.Br.[2]
- Needhamia R.Br.[2]
- Needhamiella L.Watson[2]
- Oligarrhena R.Br.[2]
- Pentachondra R.Br.[2]
- Planocarpa C.M.Weiller[2]
- Prionotes R.Br.[2]
- Richea R.Br.[2]
- Rupicola Maiden & Betche[2]
- Sphenotoma (R.Br.) Sweet[2]
- Sprengelia Sm.[2]
- Styphelia Sol. ex Sm.[2]
- Trochocarpa R.Br.[2]
- Woollsia F.Muell.[2]